# Scheidt (Bergisch Gladbach)
Haus Scheidt (ma. om Scheed) ist ein untergegangenes Gehöft und ehemaliger Wohnplatz auf dem Gebiet des heutigen Stadtteils Heidkamp der Stadt Bergisch Gladbach  im Rheinisch-Bergischen Kreis.

## Lage und Beschreibung
Die Hofschaft lag an der heutigen Kirche in Heidkamp. In der Nähe ist der Scheidtbach. Die Richard-Zanders-Straße hieß bis zum Ausbau 1910 Scheidtstraße.

## Geschichte
Scheidt wurde 1585 erstmalig erwähnt. Aus Carl Friedrich von Wiebekings Charte des Herzogthums Berg 1789 geht hervor, dass Scheidt zu dieser Zeit Teil der Honschaft Gladbach im gleichnamigen Kirchspiel war.
Unter der französischen Verwaltung zwischen 1806 und 1813 wurde das Amt Porz aufgelöst und Scheidt wurde politisch der Mairie Gladbach im Kanton Bensberg zugeordnet. 1816 wandelten die Preußen die Mairie zur Bürgermeisterei Gladbach im Kreis Mülheim am Rhein. Mit der Rheinischen Städteordnung wurde Gladbach 1856 Stadt, die dann 1863 den Zusatz Bergisch bekam.
Der Ort ist auf der Topographischen Aufnahme der Rheinlande von 1824 und auf der Preußischen Uraufnahme von 1840 ohne Namen verzeichnet.
| Jahr | Einwohner | Wohn- gebäude | Kategorie  |
| ---- | --------- | ------------- | ---------- |
| 1871 | 13        | 1             | Einzelhaus |
| 1885 | 9         | 1             | Wohnplatz  |